# Francesca Lattuada
Pour les articles homonymes, voir Lattuada.
Francesca Lattuada, née à Milan en 1961, est une danseuse et chorégraphe italienne de danse contemporaine.

## Biographie
En parallèle à sa formation de danseuse, Francesca Lattuada suit des cours d'arts et de littérature aux Beaux-Arts de Milan. Après un spectacle de Carolyn Carlson à Venise, elle décide de s'orienter vers la danse contemporaine. Elle vient en France en 1985 pour commencer sa carrière de danseuse et fonde sa propre compagnie Festina Lente en 1990. À cette époque elle travaille au Centre chorégraphique national du Havre, accueillie par Joëlle Bouvier et Régis Obadia.
Ses créations ne se limitent pas à la seule danse. Elle s'intéresse à d'autres arts populaire comme les marionnettes, les spectacles de rue ou le cirque. À ce titre, elle met en scène en 2001, La Tribu Iota, spectacle de fin d’études de l’École de cirque de Châlons-en-Champagne, sur une musique originale de Jean-Marc Zelwer,.
En 2017, c'est l'opéra qu'elle revisite, mettant en scène et chorégraphiant le Ballet royal de la nuit sous la direction musicale de Sébastien Daucé avec l'Ensemble Correspondances.

## Chorégraphies principales et mise en scène
- 1990 : Simplicissimus
- 1991 : Hilarotragoedia
- 1992 : Stultifera Navis
- 1994 : Les dieux sont fâchés
- 1995 : Carnaleva
- 1996 : Zirkus
- 1997 : Le Testament d’Ismaïl Zotos
- 1997 : Mariages, mariages
- 2000 : La donna é mobile
- 2001 : La Tribu Iota
- 2017 : Ballet royal de la nuit